# Fictief dier

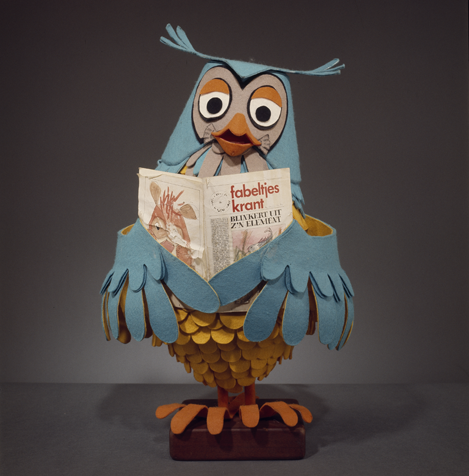
Meneer de Uil uit De Fabeltjeskrant is een voorbeeld van een fictief dier.

Een fictief dier is een dier dat enkel in fictieverhalen bestaat.

## Definitie
Er zijn doorgaans twee verschillende soorten fictieve dieren aan te duiden in verhalen. Fictieve dieren die het resultaat zijn van antropomorfisme en zich dus als mensen gedragen, zoals Mickey Mouse en Donald Duck, of fictieve dieren die zich nog steeds als echte dieren gedragen, zoals Pluto en Dombo. De grens is soms nogal dun. Bobbie, het hondje van Kuifje, gedraagt zich als een echte hond, maar lijkt soms te praten.
Antropomorfisme bestaat al eeuwenlang. Dieren worden hierbij menselijke karaktertrekken toegedicht en kunnen meestal praten.
Zeldzaam zijn de fictieve dieren in de wetenschap, zoals de Rhinogradentia.

## Fictieve dieren uit de literatuur
| a-l - Akela en Raksha, de wolven uit Jungle Book - De dieren uit Animal Farm - Aslan - Babelvis, polyglot in Het transgalactisch liftershandboek - Bagheera - Baloe - Black Beauty - Grote Boze Wolf - Dikkie Dik - Dribbel - De haas en de schildpad - Kaa - De kikkerkoning | m-z - Maja de Bij, oorspronkelijk kinderboekenreeks, later tekenfilm - Moby Dick - Nijntje - Patrasche, de hond uit Een hond van Vlaanderen - Pluisje, hond in J.K. Rowlings "Harry Potter"-serie - Shelob - Shere Khan - Reinaert de Vos - Rocinante, het paard van Don Quichot - Rudolf, Rudolph the Red-Nosed Reindeer, rendier van Santa Claus (de Kerstman) - Tup en Joep - Vogel Grijp - De konijnen uit Waterschapsheuvel - De dieren uit Wind in de wilgen - Winnie de Poeh - Het Witte Konijn en de Cheshire Cat uit Alice in Wonderland |

## Fictieve dieren uit stripverhalen
- Bobbie
- Blacksad
- Bruintje beer
- Spip
- Rataplan
- Jolly Jumper, het paard van de Lucky Luke uit de gelijknamige Belgische stripreeks van Morris
- Tobias (stripfiguur Jommeke)
- Tobias (stripfiguur Suske en Wiske)
- Bessy
- Beo de Verschrikkelijke
- De ezel van Sinterklaas uit Nero
- Skip, de hond (een samojeed) van Kapitein Rob uit de stripreeks De avonturen van Kapitein Rob
- Snoopy
- Sikje, de geit van Pirrewiet uit Johan en Pirrewiet
- Idéfix, het hondje van Obelix uit de stripreeks Asterix
- Fritz the Cat
- Azraël
- Dommel
- Nabuko Donosor, de hond uit Urbanus
- Amedee de vlieg uit Urbanus
- Hobbes de tijger uit Casper en Hobbes
- Garfield
- Marsupilami
- Billie, de hond uit Bollie en Billie
- Tom Poes uit Bommelsaga / Avonturen van Tom Poes
- Olivier B. Bommel uit Bommelsaga / Avonturen van Tom Poes
- Fokke & Sukke
- Boes
- Krazy Kat, Ignatz Mouse and Officer Pup

## Fictieve dieren uit tekenfilms
- Felix de Kat
- Mickey Mouse
- Donald Duck
- Goofy
- Pluto
- Bugs Bunny
- Daffy Duck
- The Roadrunner en Wile E. Coyote
- Porky Pig
- Tweety & Sylvester
- Droopy
- Tom en Jerry
- Woody Woodpecker
- Knabbel en Babbel
- Dombo
- Bambi
- Lady en de Vagebond
- De 101 Dalmatiërs
- Brigadier Dog
- Dino, het huisdier van The Flintstones
- Calimero
- Yogi Bear
- Top Cat
- Scooby-Doo
- Plons de kikker
- Musti
- My Little Pony
- Seabert
- Teddy Ruxpin
- Duckman
- De Gummi Beren
- Alfred Jodocus Kwak
- Teenage Mutant Ninja Turtles
- Santa's Little Helper
- Snowball
- Itchy & Scratchy
- Pinky and the Brain
- Beestenbos is boos
- Brian Griffin
- SpongeBob SquarePants
- Scrat, de eekhoorn uit de Ice Agetekenfilms
- Donkey, de ezel uit de Shrektekenfilms

## Fictieve dieren uit televisieseries
- Lassie
- Flipper
- Skippy
- De dieren uit De Fabeltjeskrant
- Samson
- Het Liegebeest
- Kraakje de Eekhoorn uit Klein, klein kleutertje
- Pingu
- Bolke de Beer
- Trigger, het paard uit The Lone Ranger
- Mister Ed
- Jaap Aap uit Animal Crackers
- Kermit de Kikker
- Miss Piggy
- Tommie, Ieniemienie, Pino, Purk, Angsthaas en Stuntkip
- Het Molletje
- Hopla
- Beertje Colargol
- Ovide en zijn vriendjes
- Neroke
- Die Sendung mit der Maus
- Ab Normaal
- Triumph
- Bulletje de stier uit de Mini-playbackshow
- De Poelifinario en de Roepie Roepie twee fictieve vogelsoorten uit Toon Hermans' sketch, De Ornitholoog (1980).

## Fictieve dieren uit reclame
- Loeki de Leeuw
- Tony de tijger uit de Frosties-reclamespots voor Kellogg's-cornflakes
- Paarse krokodil
- Crazy Frog
- Chester Cheetah
- Hello Kitty
- Sonic the Hedgehog
- Donkey Kong
- La vache qui rit
- Snuggle
- Joe Camel
- De krokodil van het merk Lacoste
- Het Duracellkonijn
- De Energizer Bunny
- De olifant van Côte d'Or
- Walibi
- Smokey Bear
- Leo de leeuw, embleem van MGM
- De Milkakoe

## Fictieve dieren uit de muziek
- Le Carnaval des Animaux door Camille Saint-Saëns
- De dieren uit Peter en de wolf door Sergej Prokofjev
- Alle eendjes zwemmen in het water
- Boer, wat zeg je van mijn kippen?
- Ik zag twee beren
- Papegaaitje leef je nog?
- De haan is dood
- Piep zei de muis in het voorhuis
- Olifantje in het bos
- Poesje mauw
- Tien kleine visjes
- Het schaap uit het slaaplied Slaap kindje slaap
- Vogeltje wat zing je vroeg
- L'Oiseau de Feu (De Vuurvogel) door Igor Stravinsky
- Little Red Rooster door The Rolling Stones
- Blackbird door The Beatles
- Rockin' Robin door (onder anderen) Michael Jackson
- Three Little Birds door Bob Marley
- Flappie, het konijn uit het gelijknamige lied door Youp van 't Hek
- De vogeltjesdans door De Electronica’s
- Eisbär (ijsbeer) door Grauzone
- Jeremiah de kikker uit Joy to the World door Three Dog Night
- Schnappi
- De uil zat in deolmen

## Dieren uit religie, mythologie, feestdagen, legenden, folklore
- Paard van Sinterklaas (heet in Nederland Amerigo en in Vlaanderen Slecht-weer-vandaag)
- Pegasus
- Sleipnir
- Anansi
- Minotaurus
- Leviathan
- Kraken
- Het paard van Troje
- Behemoth
- Bigfoot
- Het Monster van Loch Ness
- Jackalope
- Roc
- De Paashaas
- Het Ros Beiaard
- Guinefort van Bourgondië
- Het beest van Exmoor
- De Waaslandwolf, een wolf die in 2000 geruime tijd in het Waasland werd gesignaleerd, gefilmd en gefotografeerd, maar nooit gevangen werd.
- Ziz

## Fictieve diersoorten
- De eenhoorn
- De griffioen
- De draak
- De basilisk